# Frei

Het wapen van de voormalige gemeente Frei

Frei is een eiland in de Noorse provincie Møre og Romsdal. Het eiland is deel van de gemeente Kristiansund en heeft ongeveer 5428 inwoners (2007). De gemeenten Kristiansund en Frei werden op 1 januari 2008 samengevoegd.
De gemeente Frei hield op te bestaan toen na een referendum de gemeenten Kristiansund en Frei op 1 januari 2008 werden samengevoegd. In Kristiansund stemde 95,5 % van de kiezers voor de samenvoeging, op Frei waren 330 kiezers (51,5 %) voor en 252 (48,5 %) tegen de samenvoeging.
De gemeente Frei telde 5301 inwoners in januari 2005, waarvan 50,9% mannelijk. Het aandeel ouderen (67 jaar of ouder) was 8,4%. In juni 2005 was 3,4% van de bevolking werkloos.
Er vertrokken in 2004 314 personen en er vestigden zich 327 personen op Frei. De gemeenteregistratie telde 12 personen met (van oorsprong) de Nederlandse nationaliteit.
Het hoogste punt van Frei is de top van de berg Freikollen, 629 meter boven zeeniveau.

## Plaatsen op het eiland
- Kvalvåg
- Nedre Frei
- Ørnvik
- Rensvik
- Solsletta Byggefelt
- Storbakken byggefelt
- Vadsteinsvika

Ålesund · Aukra · Aure · Averøy ·  Fjord · Giske · Gjemnes · Haram · Hareid · Herøy · Hustadvika · Kristiansund ·  Molde · Ørsta · Rauma · Sande · Smøla · Stranda · Sula · Sunndal · Surnadal · Sykkylven · Tingvoll · Ulstein · Vanylven · Vestnes · Volda

Fylker van Noorwegen